# Nikola Zjekov

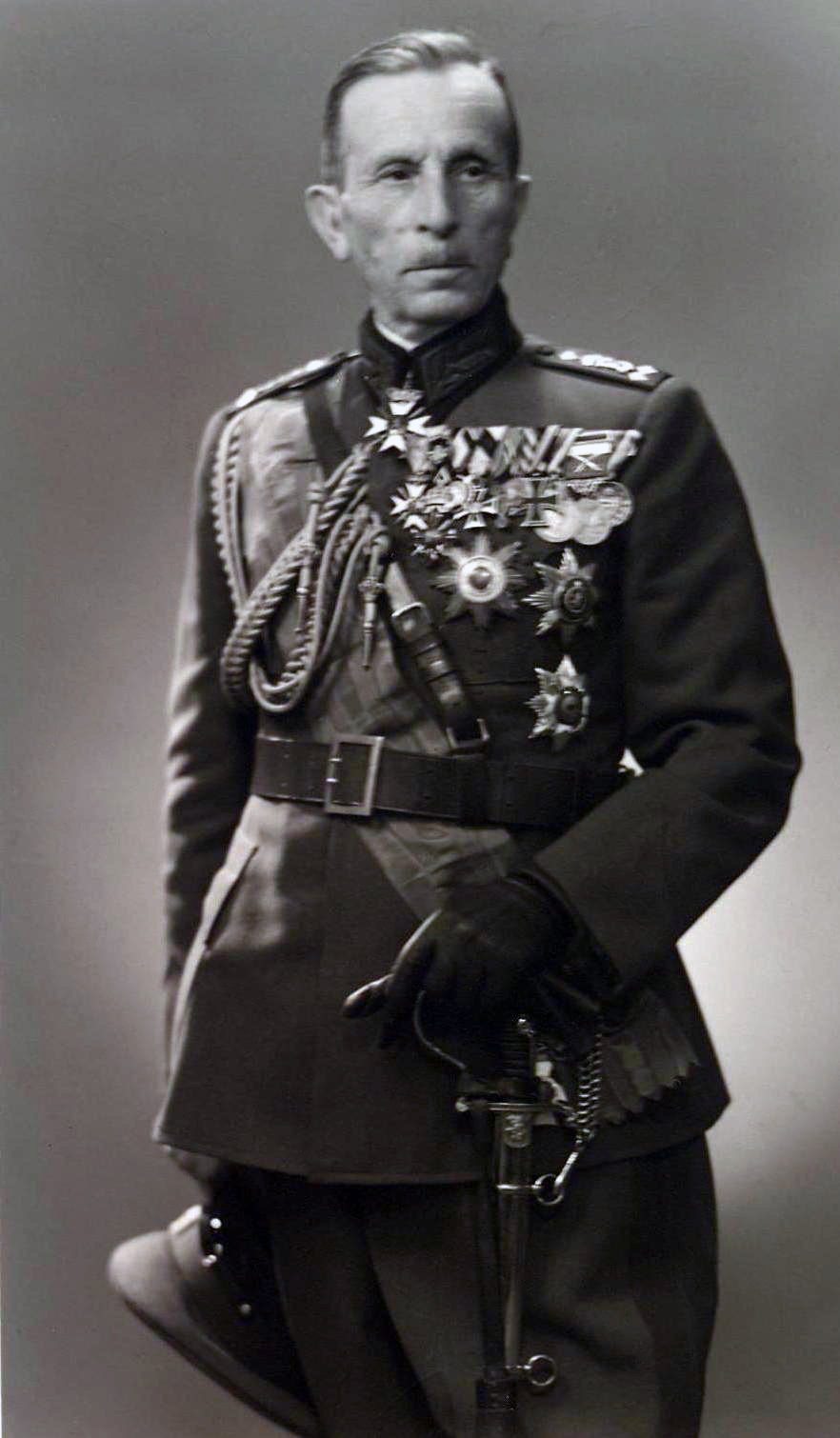
Nikola Zjekov

Nikola Todorov Zjekov (Никола Тодоров Жеков), född 6 januari 1865 i Sliven, död 1 november 1949 i Füssen, Västtyskland, var en bulgarisk militär. 
Zjekov blev, sedan han genomgått krigshögskolan i Turin, generalstabsofficer och vann sedermera befordran huvudsakligen som sådan. Han var skapare av och under flera år chef för reservofficersskolan i Sofia. Under första Balkankriget var han, som överste, stabschef vid andra armén (Nikola Ivanov), i vilken befattning han utmärkte sig, särskilt vid Adrianopels intagande den 13 mars 1913.
Efter kriget blev Zjekov (1915) fördelningschef och generalmajor. I augusti 1915 förordnades han till krigsminister, men lämnade denna befattning i oktober samma år vid Bulgariens inträde i första världskriget, då han blev generallöjtnant och överbefälhavare över bulgariska hären, som han förde tills i augusti 1918, då han erhöll tjänstledighet på grund av sjukdom. Han motsatte sig bestämt vapenstilleståndet i september 1918 och erhöll, antagligen på grund därav, avsked i oktober samma år, omedelbart efter och i samband med kung Ferdinands abdikation. Zjekov efterträddes som överbefälhavare av Georgi Todorov.